# Scandicci
De stad Scandicci is gelegen in de Italiaanse regio Toscane, in de provincie Florence. Het territorium van de gemeente ligt ingeklemd tussen de rivier de Arno in het noorden en de rivier de Pesa in het zuidwesten.
Scandicci is een van de grootste voorsteden van Toscaanse hoofdstad Florence. De afstand van de stad tot het centrum van Florence bedraagt slechts zes kilometer. Opgravingen hebben aangetoond dat de plaats al in de Romeinse tijd bewoond moet zijn geweest. Pas in 1774 is de stad officieel gesticht onder de naam Casellina e Torri. Pas vanaf 1929 wordt de huidige naam gebruikt. Halverwege de twintigste eeuw begon de grote groei van de stad; in de jaren zestig verdubbelde het inwoneraantal. Om de verbinding tussen de twee steden verder te verbeteren wordt er op dit moment een tramlijn aangelegd van Scandicci naar het centrale station van Florence.

## Sport
- ACV Scandicci ASD, voetbalclub die speelt in de Serie D/E
- Savino Del Bene Scandicci, Volleybalclub die speelt in de serie A1 Femminile (seizoen 2019-2020 Lonneke Sloetjes).

## Geboren
- Danio Bardi (1937-1991), waterpolospeler